# Замок Апнор
Замок Апнор (англ. Upnor Castle) — елизаветинский артиллерийский форт, расположенный на западном берегу реки Медуэй в графстве Кент. Он находится в деревне Апнор на небольшом расстоянии вниз по реке от чатемской верфи, некогда ключевого военно-морского объекта. Форт предназначался для защиты как верфи, так и кораблей Королевского флота, стоящих на якоре на Медуэе. Он был построен в 1559—1567-е годы по приказу королевы Елизаветы I, когда у Англии были натянутые отношения с Испанией и другими европейскими державами. Замок состоит из двухэтажного главного здания, защищённого куртиной и башнями, и выступающей в реку треугольной артиллерийской площадкой. Гарнизон форта составлял около восьмидесяти человек, а максимальное вооружение достигало двадцати единиц орудий различного калибра.

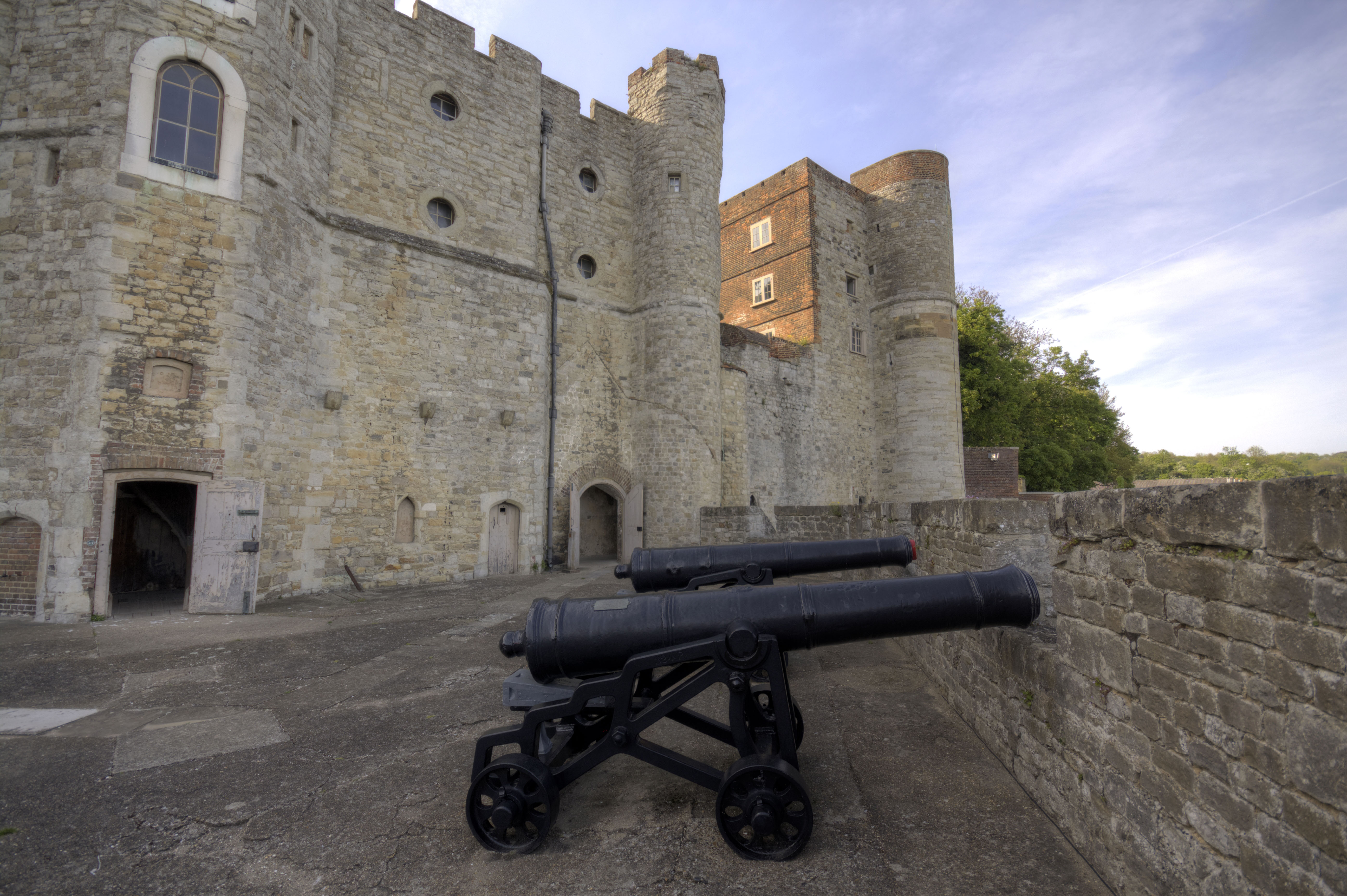
Водный бастион замка Апнор

Несмотря на стратегическое значение, в XVII веке замок и оборонительные сооружения Темзы и Медуэя были сильно запущены. Голландская республика совершила неожиданный морской рейд в июне 1667 года, и голландский флот смог прорвать оборону. Голландцы захватили два боевых корабля и подожгли другие, стоявшие на якоре на реке в Чатеме, нанеся одно из самых грандиозных поражений Королевскому флоту. Замок Апнор зарекомендовал себя лучше, чем многие другие оборонительные сооружения на верхнем Медуэя, несмотря на отсутствие там снабжения. Через пару дней обстрел из форта и ближайших артиллерийских укреплений заставил голландцев отступить, прежде чем они смогли сжечь саму верфь.
Рейд выявил слабые места обороны Медуэя, и в конечном итоге замок утратил роль артиллерийского укрепления. В течение следующих двух столетий дальше вниз по реке были построены новые форты с более сильным вооружением и укреплениями, в том числе огромные форты с казематами: Гарнизон-Пойнт, Ху и Дарнет. Замок Апнор стал использоваться как склад военно-морских боеприпасов; здесь хранилось большое количество пороха, снарядов и пушек для военных кораблей, прибывавших в Чатем для ремонта и пополнения запасов. Он использовался в военных целях вплоть до 1945 года. Впоследствии замок был открыт для публики и теперь является музеем. Принадлежит фонду English Heritage и является памятником архитектуры первой категории.